# Tiscali

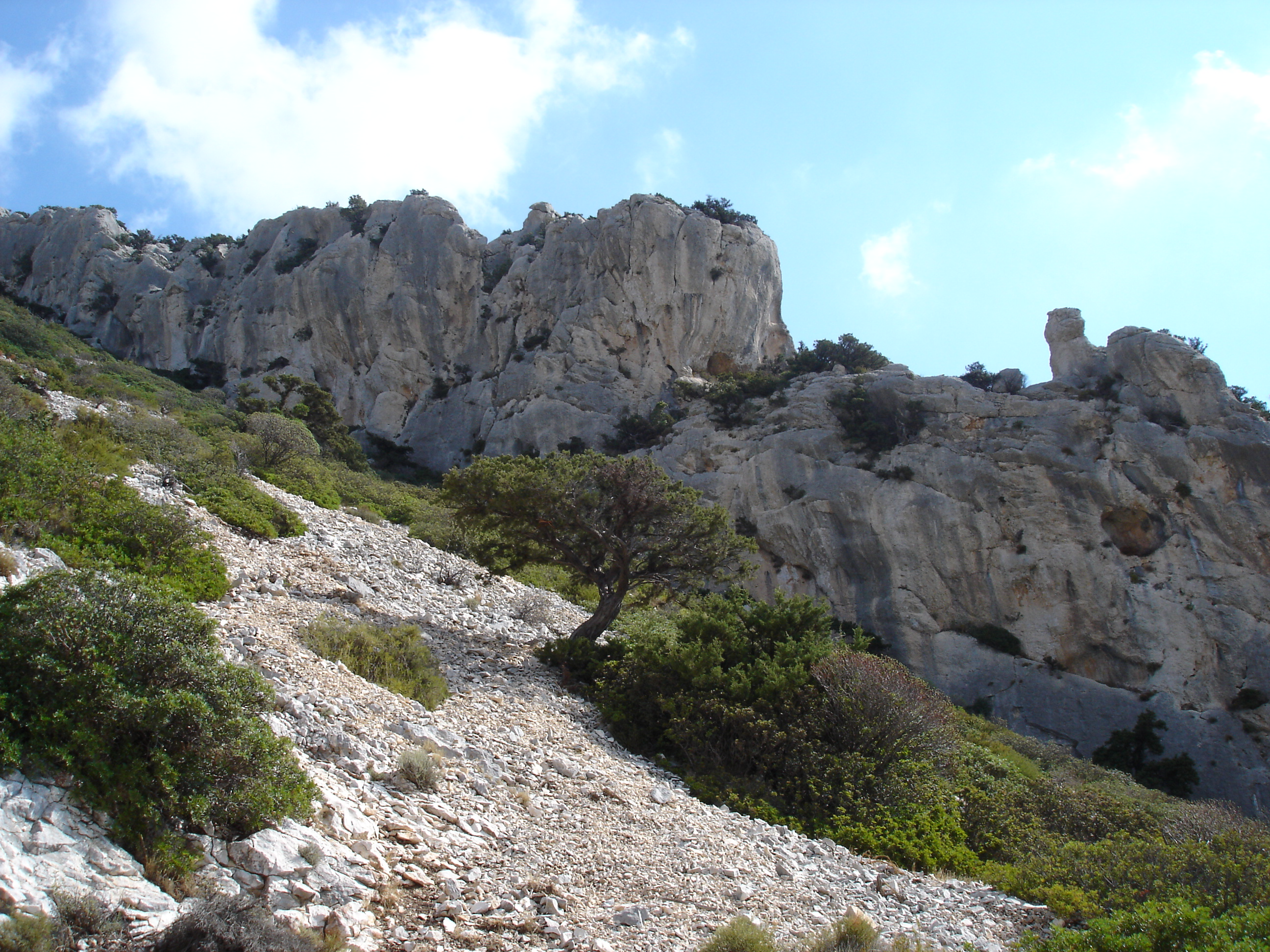
Vista del monte Tiscali.

La aldea de Tiscali es un yacimiento arqueológico situado en Cerdeña. Se encuentra sobre el monte Tiscali, de 518 metros de altitud sobre el nivel del mar a caballo entre el Supramonte de Dorgali y el Supramonte de Oliena. En la cima del monte se halla una enorme dolina en la que reposan los restos de una serie de edificaciones que han sido atribuidas al último periodo de la cultura nurágica (Siglos VI-siglo IV a. C.).

## La aldea

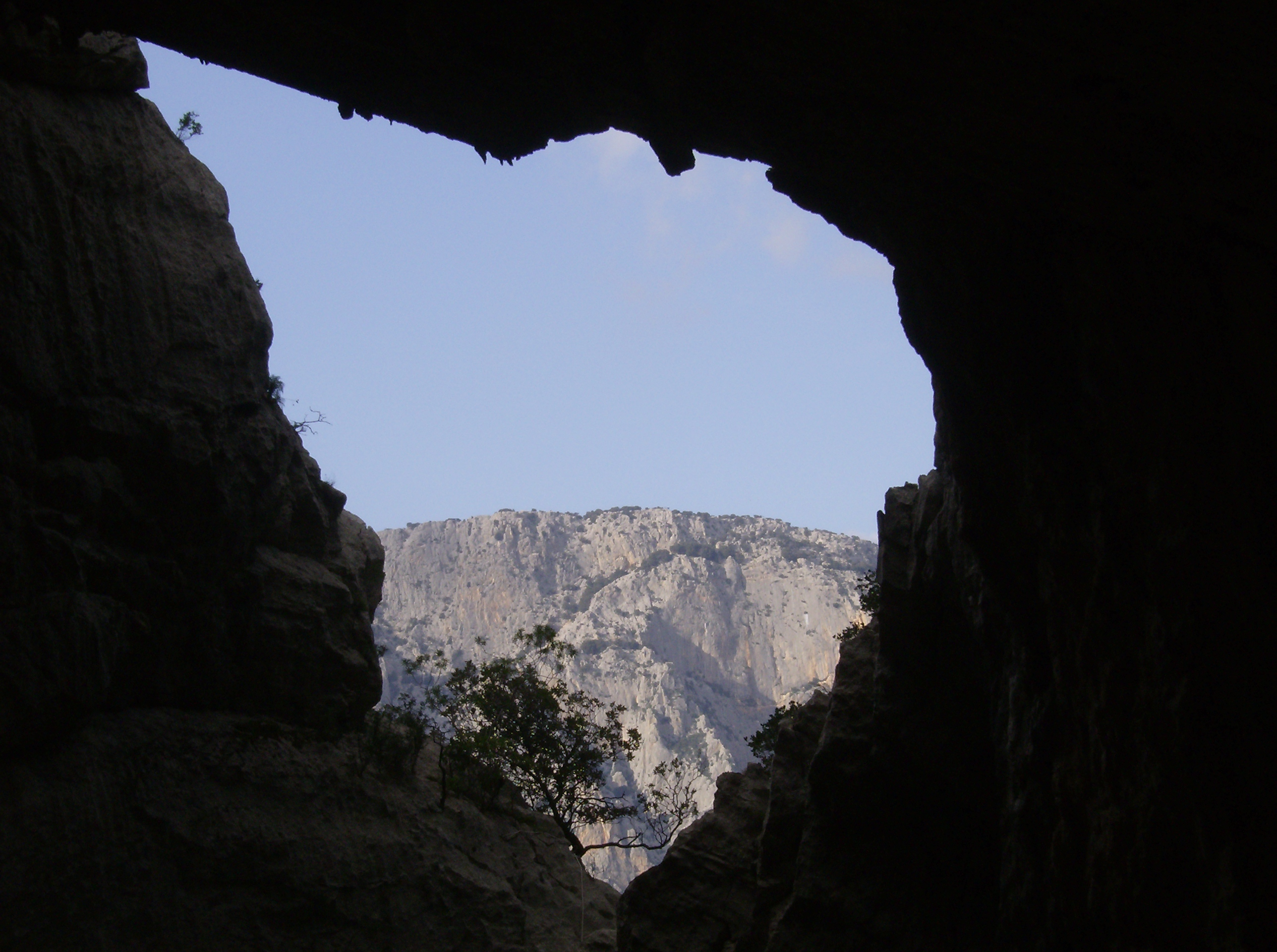
Apertura al valle de Lanaitto

La aldea está construida en su totalidad alrededor de las paredes de la sima y no es visible hasta que se llega al interior de la cavidad, a través de una amplia abertura en la pared de roca. Fue descubierta accidentalmente en 1910 por Ettore Pais, cuando todavía estaba en excelentes condiciones de conservación. Sin embargo, el yacimiento no se describe y cartografía con precisión hasta 1927, por Antonio Taramelli.
Décadas de abandono y de pillaje han dañado enormemente el yacimiento, que, sin embargo, sigue siendo un lugar con una atmósfera muy sugerente. En la pared rocosa de la dolina se halla también una gran apertura que da al valle de Lanaitto, a pocos kilómetros de Oliena.
En 1995 comenzó un proyecto para restaurar y salvaguardar el lugar que ha sido confiado a una cooperativa local, de acuerdo con la Superintendencia para el patrimonio arqueológico de Sassari y Nuoro. El yacimiento es administrado regularmente e incluye un servicio de guardia de seguridad por la noche. Para el acceso y la visita a la aldea nurágica se tiene que pagar una entrada.

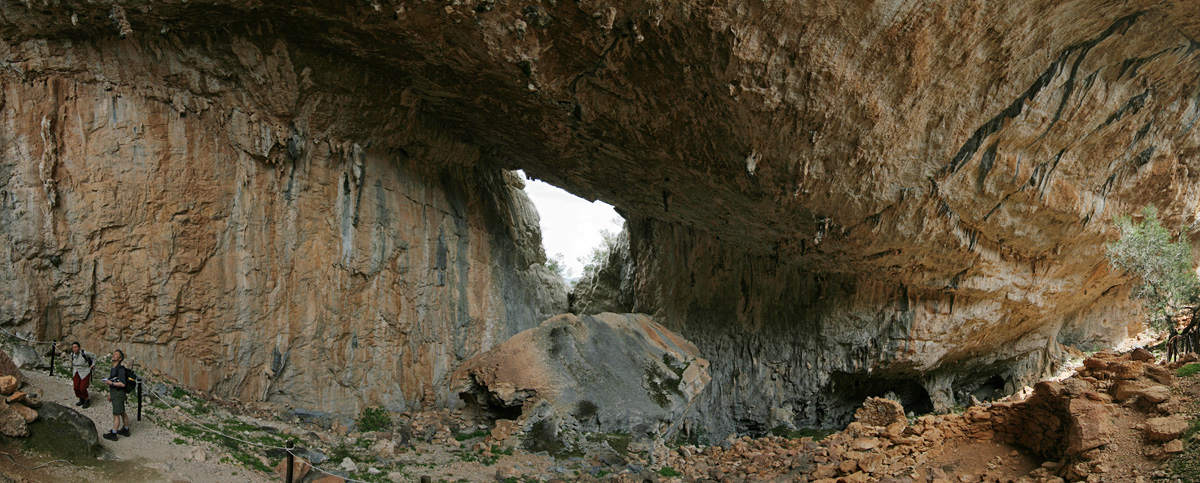
Interior de la dolina.